# Gabriele Tarquini
Gabriele Tarquini (Giulianova, 2 de marzo de 1962) es un piloto italiano de automovilismo.
Participó en 78 grandes premios de Fórmula 1, haciendo su debut el 3 de mayo de 1987.
Tarquini se ha destacado en campeonatos de turismos en Europa, obteniendo el Campeonato Británico de Turismos 1994 y el Campeonato Europeo de Turismos 2003. A partir de 2005, Tarquini compite en el WTCC/WTCR, donde se proclamó campeón en 2009 y 2018 y subcampeón en 2008, 2010 y 2013. Es el campeón mundial FIA de automovilismo de mayor edad en la historia, con 56 años y 259 días, superando los 46 años y 41 días de Juan Manuel Fangio en su quinto campeonato de Fórmula 1.

## Carrera

### Fórmula 1

#### Osella (1987)

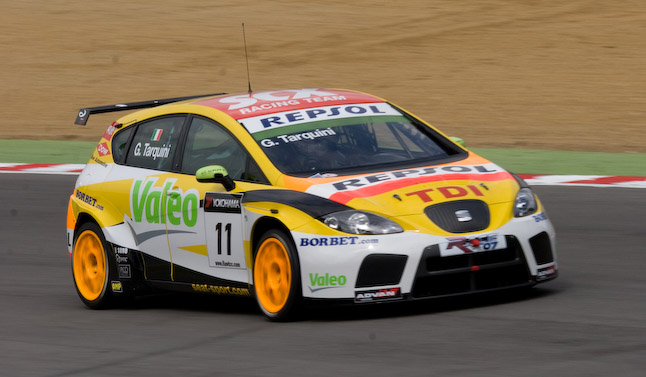
Gabriele Tarquini en Brands Hatch, por la temporada 2008 del TWCC.

Hizo su debut en Osella en 1987 en el Gran Premio de San Marino. Esa fue la única vez que Osella tuvo dos coches.

#### Coloni (1988)
En 1988 se unió a Coloni y comenzó 8 de las 16 carreras. Su mejor resultado fue el Gran_Premio_de_Canadá en el que logró la octava posición

#### First y AGS (1989-1991)
Un año después firmó un contrato con First Racing. El equipo finalmente no se presentó al primer GP de la temporada, y el proyecto se canceló. Pasó a AGS para el resto del año. Sus mejores resultados fueron la sexta posición en México, la cuarta en el Gran Premio de Mónaco y la sexta en el Gran Premio de Estados Unidos. Terminó de conducir para ese equipo en 1991.

#### Fondmetal (1992)
Cambió a Fondmetal y demostró velocidad cuando logró en 1992 la sensación en el Gran Premio de Bélgica al descalificar al Ferrari de Ivan Capelli. El equipo quebró.

#### Tyrrell (1995)
Para la temporada de 1995 tuvo contrato en Tyrrell y fue el piloto para los tests. Su carrera en monoplazas se acabó ese año.

### Turismos
En paralelo a su actividad en Fórmula 1, Tarquini disputó el Campeonato Italiano de Superturismos, resultando quinto en 1989, octavo en 1990 y quinto en 1992 con un BMW M3. En 1993 pasó a correr con un Alfa Romeo 155, con el que obtuvo cinco victorias y 11 podios en 20 carreras, por lo que obtuvo el tercer puesto de campeonato por detrás de Roberto Ravaglia y Fabrizio Giovanardi.
Después de acabar con Fórmula 1, Tarquini se dedicó de lleno a competir en turismos. Ganó el título del Campeonato Británico de Turismos en 1994 con un Alfa Romeo 155. En 1995, disputó los campeonatos italiano y británico con Alfa Romeo, resultando séptimo y 16.º respectivamente. El italiano corrió en el Campeonato Internacional de Turismos 1996 con Alfa Romeo, quedando 14.º con una victoria.
Tarquini se unió al equipo Prodrive en la temporada 1997 del Campeonato Británico de Turismos. Al volante de un Honda Accord oficial, logró una victoria y seis podios en 24 carreras, por lo que se ubicó sexto en la tabla general. Siguiendo con Honda, resultó séptimo en el Campeonato Alemán de Superturismos 1998 y cuarto en 1999. De regreso en el Campeonato Británico de Turismos, obtuvo tres victorias y tres segundos puestos en 24 carreras, quedando así en la sexta colocación final.

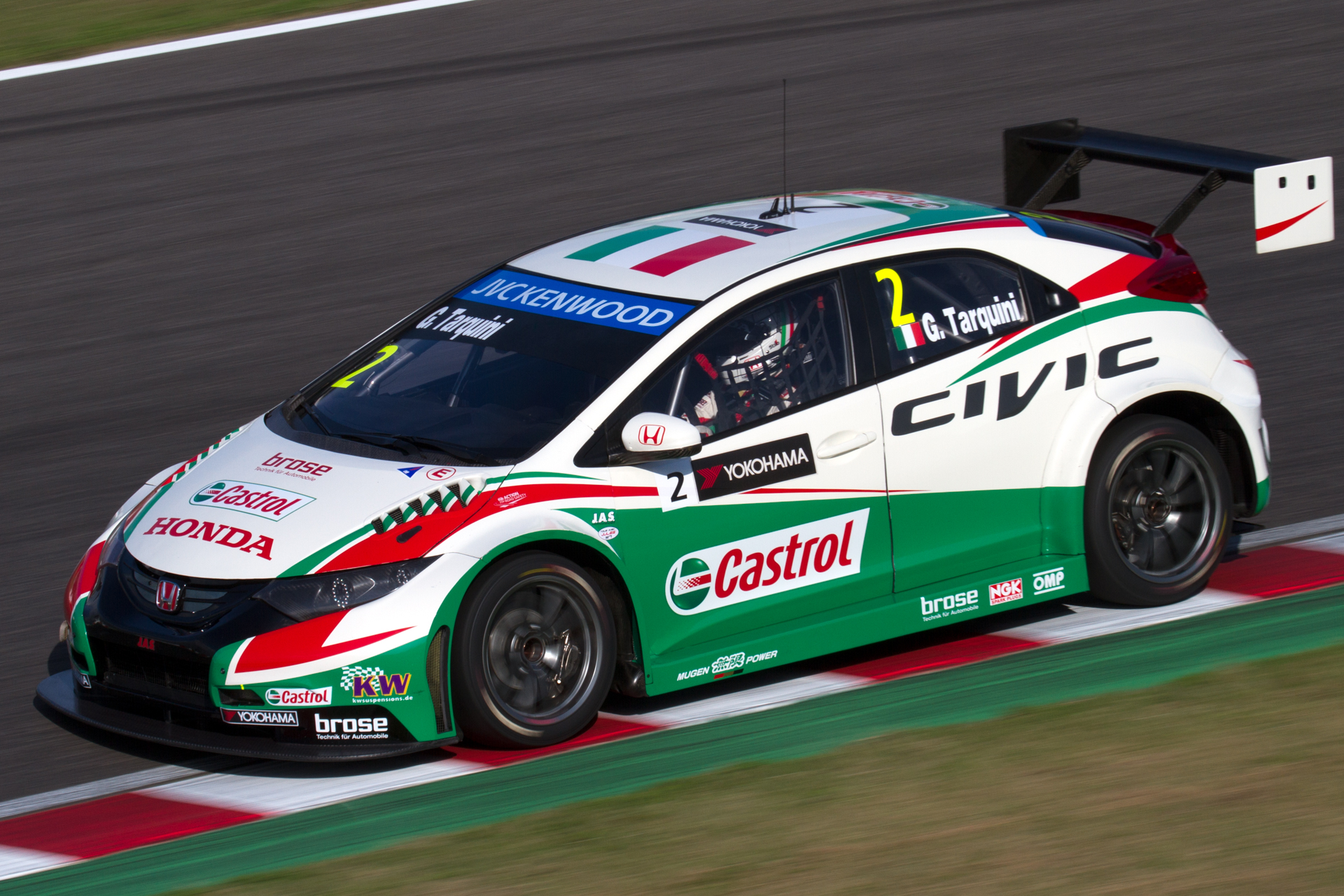
Tarquini disputando la anteúltima fecha de la temporada 2014, en Suzuka.

En 2001 cambió al Campeonato Europeo de Turismos, donde logró nueve victorias en 20 carreras, obteniendo así el tercer puesto final por detrás de Giovanardi y Nicola Larini. En 2002 corrió esporádicamente con Alfa Romeo. El piloto fue campeón europeo en 2003 para Alfa Romeo, tras acumular seis victorias en 20 carreras. En 2004 logró seis victorias y diez podios, por lo que se ubicó tercero por detrás de Andy Priaulx y Dirk Müller.
Tarquini siguió corriendo para Alfa Romeo en 2005 al transformarse el certamen en el Campeonato Mundial de Turismos, resultando sexto. En 2006 se convirtió en piloto de SEAT; con esa marca fue quinto en 2006, octavo en 2007, subcampeón en 2008, y campeón en 2009. Ante el retiro de SEAT como equipo oficial luego de 2009, Tarquini pilotó para Sunred desde 2010 hasta 2011 y para Lukoil en 2012, resultando campeón en 2009, subcampeón en 2010, quinto en 2011, y cuarto en 2012.
A mediados de 2012, JAS fichó a Tarquini para competir en el Campeonato Mundial de Turismos con un Honda Civic oficial a partir de 2013. Con dos victorias y ocho podios, resultó subcampeón por detrás del francés Yvan Muller. No repitió los mismos resultados en 2014, resultando sexto en la clasificación general con un triunfo y cinco podios.

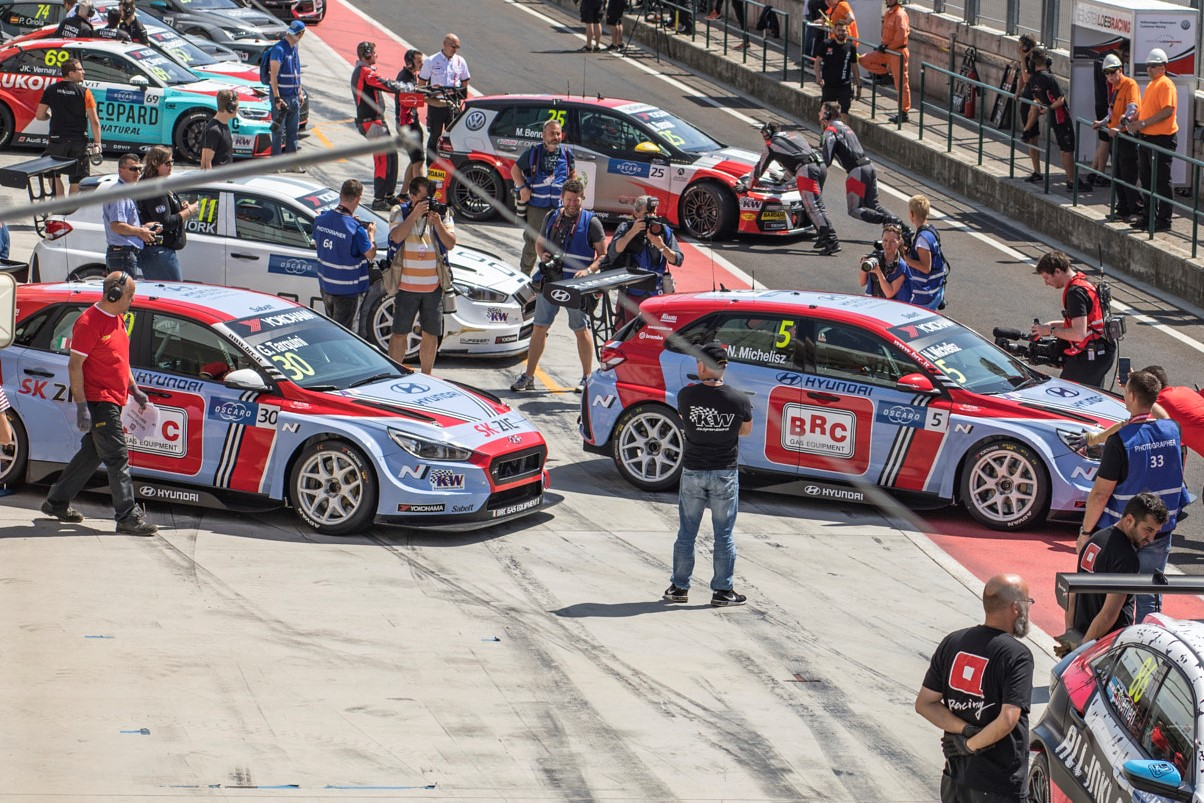
Los Hyundai i30 N TCR de BRC en la fecha de Hungría de la copa 2018.

Volvió de manera completa al torneo en 2018, con la inauguración de la Copa Mundial de Turismos, esta vez con el equipo BRC (Hyundai). Arrancó la temporada con dos victorias en la fecha de Marruecos. Luego siguieron triunfos en Hungría, Eslovaquia y Japón, lo que le sirvieron para consagrarse campeón en la última fecha, ante el francés Yvan Muller. De esta manera superó su propio récord, coronándose a los 56 años y 259 días.

## Resultados

### Fórmula 3000 Europea/Fórmula 3000 Internacional
(Clave) (negrita indica pole position) (cursiva indica vuelta rápida)

| Año     | Equipo          | 1      | 2       | 3       | 4       | 5       | 6       | 7       | 8      | 9      | 10      | 11      | Pos. | Puntos |
| ------- | --------------- | ------ | ------- | ------- | ------- | ------- | ------- | ------- | ------ | ------ | ------- | ------- | ---- | ------ |
| 1985    | San Remo Racing | SIL 5  | THR 5   | EST 3   | VAL Ret | PAU DNS | SPA 4   | DIJ 13  | PER 4  | ÖST 13 | ZAN Ret | DON Ret | 6.º  | 14     |
| 1986    | Coloni Racing   | SIL    | VAL 13  | PAU Ret | SPA 8   | IMO 4   | MUG Ret | PER Ret | ÖST 3  | BIR 13 | BUG Ret |         | 10.º | 7      |
| 1986    | BS Automotive   |        |         |         |         |         |         |         |        |        |         | JAR 14  | 10.º | 7      |
| 1987    | First Racing    | SIL 10 | VAL Ret | SPA 12  | PAU 11† | DON 19  | PER 3   | BRH 17  | BIR 14 | IMO 2  | BUG 5   | JAR Ret | 8.º  | 12     |
| Fuente: |                 |        |         |         |         |         |         |         |        |        |         |         |      |        |

- † El piloto no acabó la carrera, pero se clasificó al completar el 90% de la distancia total.

### 24 Horas de Le Mans
| Año     | Equipo          | Copilotos                     | Automóvil   | Clase | Vueltas | Pos. | Pos. Clase |
| ------- | --------------- | ----------------------------- | ----------- | ----- | ------- | ---- | ---------- |
| 1985    | Brun Motorsport | Massimo Sigala Oscar Larrauri | Porsche 956 | C1    | 323     | DNF  | DNF        |
| Fuente: |                 |                               |             |       |         |      |            |

### Fórmula 1
(Clave) (negrita indica pole position) (cursiva indica vuelta rápida)

| Año     | Escudería                            | 1        | 2        | 3        | 4        | 5        | 6        | 7        | 8        | 9        | 10       | 11       | 12       | 13       | 14       | 15       | 16       | 17  | Pos. | Puntos |
| ------- | ------------------------------------ | -------- | -------- | -------- | -------- | -------- | -------- | -------- | -------- | -------- | -------- | -------- | -------- | -------- | -------- | -------- | -------- | --- | ---- | ------ |
| 1987    | Osella Squadra Corse                 | BRA      | SMR Ret  | BEL      | MON      | USA      | FRA      | GBR      | GER      | HUN      | AUT      | ITA      | POR      | ESP      | MEX      | JPN      | AUS      |     | NC   | 0      |
| 1988    | Coloni SpA                           | BRA Ret  | SMR Ret  | MON Ret  | MEX 14   | CAN 8    | USE DNPQ | FRA DNPQ | GBR DNPQ | GER DNPQ | HUN 13   | BEL NC   | ITA DNQ  | POR 11   | ESP DNPQ | JPN DNPQ | AUS DNQ  |     | NC   | 0      |
| 1989    | Automobiles Gonfaronnaises Sportives | ARG      | SMR 8    | MON Ret  | MEX 6    | USA 7†   | CAN Ret  | FRA Ret  | GBR DNQ  | GER DNPQ | HUN DNPQ | BEL DNPQ | ITA DNPQ | POR DNPQ | ESP DNPQ | JPN DNPQ | AUS DNPQ |     | 26.º | 1      |
| 1990    | Automobiles Gonfaronnaises Sportives | USA DNPQ | BRA DNPQ | SMR DNPQ | MON DNPQ | CAN DNPQ | MEX DNPQ | FRA DNQ  | GBR Ret  | GER DNPQ | HUN 13   | BEL DNQ  | ITA DNQ  | POR DNQ  | ESP Ret  | JPN DNQ  | AUS Ret  |     | NC   | 0      |
| 1991    | Automobiles Gonfaronnaises Sportives | USA 8    | BRA Ret  | SMR DNQ  | MON Ret  | CAN DNQ  | MEX DNQ  | FRA DNQ  | GBR DNQ  | GER DNQ  | HUN DNPQ | BEL DNPQ | ITA DNPQ | POR DNQ  |          |          |          |     | NC   | 0      |
| 1991    | Fondmetal F1 SpA                     |          |          |          |          |          |          |          |          |          |          |          |          |          | ESP 12   | JPN 11   | AUS DNPQ |     | NC   | 0      |
| 1992    | Fondmetal F1 SpA                     | RSA Ret  | MEX Ret  | BRA Ret  | ESP Ret  | SMR Ret  | MON Ret  | CAN Ret  | FRA Ret  | GBR 14   | GER Ret  | HUN Ret  | BEL Ret  | ITA Ret  | POR      | JPN      | AUS      |     | NC   | 0      |
| 1995    | Nokia Tyrrell Yamaha                 | BRA      | ARG      | SMR      | ESP      | MON      | CAN      | FRA      | GBR      | GER      | HUN      | BEL      | ITA      | POR      | EUR 14   | PAC      | JPN      | AUS | NC   | 0      |
| Fuente: |                                      |          |          |          |          |          |          |          |          |          |          |          |          |          |          |          |          |     |      |        |

- † El piloto no acabó la carrera, pero se clasificó al completar el 90% de la distancia total.

### Campeonato Británico de Turismos
(Clave) (negrita indica pole position) (cursiva indica vuelta rápida)

| Año     | Equipo                      | Automóvil         | Clase | 1       | 2        | 3       | 4        | 5         | 6         | 7         | 8        | 9         | 10        | 11        | 12      | 13        | 14         | 15      | 16        | 17        | 18        | 19      | 20        | 21        | 22        | 23        | 24        | 25       | 26    | Pos. | Puntos |
| ------- | --------------------------- | ----------------- | ----- | ------- | -------- | ------- | -------- | --------- | --------- | --------- | -------- | --------- | --------- | --------- | ------- | --------- | ---------- | ------- | --------- | --------- | --------- | ------- | --------- | --------- | --------- | --------- | --------- | -------- | ----- | ---- | ------ |
| 1994    | Alfa Corse                  | Alfa Romeo 155 TS |       | THR 1   | BRH 1    | BRH 2 1 | SNE 1    | SIL 1     | SIL 2 DNS | OUL 1 WD  | DON 1 3  | DON 2 DNS | BRH 1     | BRH 2 1   | SIL 1 2 | KNO 1 Ret | KNO 2 DNS  | OUL 1 3 | BRH 1 2   | BRH 2     | SIL 1 2   | SIL 2 1 | DON 1 Ret | DON 2 4   |           |           |           |          |       | 1º   | 298    |
| 1995    | Alfa Romeo Old Spice Racing | Alfa Romeo 155 TS |       | DON 1   | DON 2    | BRH 1   | BRH 2    | THR 1     | THR 2     | SIL 1     | SIL 2    | OUL 1 11  | OUL 2 Ret | BRH 1     | BRH 2   | DON 1     | DON 2      | SIL 1   | KNO 1 Ret | KNO 2 8   | BRH 1 Ret | BRH 2 4 | SNE 1 4   | SNE 2 Ret | OUL 1 4   | OUL 2 13  | SIL 1 Ret | SIL 2 15 |       | 16.º | 33     |
| 1997    | Team Honda Sport            | Honda Accord      |       | DON 1 7 | DON 2 4  | SIL 1 5 | SIL 2 15 | THR 1 2   | THR 2 1   | BRH 1 6   | BRH 2    | OUL 1 Ret | OUL 2 Ret | DON 1 Ret | DON 2 6 | CRO 1 17  | CRO 2 Ret  | KNO 1 7 | KNO 2 3   | SNE 1 Ret | SNE 2 3   | THR 1 4 | THR 2 4   | BRH 1 Ret | BRH 2 7   | SIL 1 4   | SIL 2 3   |          |       | 6.º  | 130    |
| 1999    | Team Honda Sport            | Honda Accord      |       | DON 1   | DON 2    | SIL 1   | SIL 2    | THR 1     | THR 2     | BRH 1     | BRH 2    | OUL 1     | OUL 2     | DON 1     | DON 2   | CRO 1     | CRO 2      | SNE 1   | SNE 2     | THR 1     | THR 2     | KNO 1 2 | KNO 2 6   | BRH 1 Ret | BRH 2 Ret | OUL 1     | OUL 2     | SIL 1    | SIL 2 | 14.º | 17     |
| 2000    | Redstone Team Honda         | Honda Accord      | T     | BRH 1 9 | BRH 2 6* | DON 1 4 | DON 2 2* | THR 1 Ret | THR 2 5   | KNO 1 Ret | KNO 2 1* | OUL 1 9   | OUL 2 8   | SIL 1 5   | SIL 2   | CRO 1 6   | CRO 2 Ret‡ | SNE 1 6 | SNE 2 7   | DON 1 6   | DON 2 1*  | BRH 1 9 | BRH 2 10  | OUL 1 2   | OUL 2 1*  | SIL 1 Ret | SIL 2 6   |          |       | 6.º  | 149    |
| Fuente: |                             |                   |       |         |          |         |          |           |           |           |          |           |           |           |         |           |            |         |           |           |           |         |           |           |           |           |           |          |       |      |        |

### Deutsche Tourenwagen Meisterschaft
(Clave) (negrita indica pole position) (cursiva indica vuelta rápida)

| Año     | Equipo       | Automóvil            | 1     | 2     | 3     | 4     | 5     | 6     | 7     | 8     | 9         | 10        | 11        | 12        | 13    | 14    | Pos. | Puntos |
| ------- | ------------ | -------------------- | ----- | ----- | ----- | ----- | ----- | ----- | ----- | ----- | --------- | --------- | --------- | --------- | ----- | ----- | ---- | ------ |
| 1995    | Alfa Corse 2 | Alfa Romeo 155 V6 Ti | HOC 1 | HOC 2 | AVU 1 | AVU 2 | NOR 1 | NOR 2 | DIE 1 | DIE 2 | NÜR 1 Ret | NÜR 2 Ret | SIN 1 Ret | SIN 2 DNS | HOC 1 | HOC 2 | NC   | 0      |
| Fuente: |              |                      |       |       |       |       |       |       |       |       |           |           |           |           |       |       |      |        |

### International Touring Car Championship
(Clave) (negrita indica pole position) (cursiva indica vuelta rápida)

| Año     | Equipo                    | Automóvil            | 1         | 2         | 3        | 4       | 5         | 6        | 7         | 8         | 9         | 10        | 11       | 12        | 13      | 14      | 15        | 16       | 17        | 18        | 19       | 20      | 21      | 22        | 23        | 24        | 25        | 26        | Pos. | Puntos |
| ------- | ------------------------- | -------------------- | --------- | --------- | -------- | ------- | --------- | -------- | --------- | --------- | --------- | --------- | -------- | --------- | ------- | ------- | --------- | -------- | --------- | --------- | -------- | ------- | ------- | --------- | --------- | --------- | --------- | --------- | ---- | ------ |
| 1995    | Alfa Corse 2              | Alfa Romeo 155 V6 Ti | MUG 1     | MUG 2     | HEL 1    | HEL 2   | DON 1     | DON 2    | EST 1     | EST 2     | MAG 1 17† | MAG 2 DNS |          |           |         |         |           |          |           |           |          |         |         |           |           |           |           |           | 29.º | 0      |
| 1996    | JAS Motorsport Alfa Romeo | Alfa Romeo 155 V6 TI | HOC 1 Ret | HOC 2 DNS | NÜR 1 10 | NÜR 2 5 | EST 1 Ret | EST 2 14 | HEL 1 Ret | HEL 2 DNS | NOR 1 Ret | NOR 2 DNS | DIE 1 20 | DIE 2 Ret | SIL 1 2 | SIL 2 1 | NÜR 1 Ret | NÜR 2 17 | MAG 1 15† | MAG 2 Ret | MUG 1 13 | MUG 2 6 | HOC 1 4 | HOC 2 Ret | INT 1 Ret | INT 2 DNS | SUZ 1 DNS | SUZ 2 Ret | 14.º | 60     |
| Fuente: |                           |                      |           |           |          |         |           |          |           |           |           |           |          |           |         |         |           |          |           |           |          |         |         |           |           |           |           |           |      |        |

- † El piloto no acabó la carrera, pero se clasificó al completar el 90% de la distancia total.

### Super Tourenwagen Cup
(Clave) (negrita indica pole position) (cursiva indica vuelta rápida)

| Año     | Equipo               | Automóvil    | 1       | 2        | 3       | 4         | 5       | 6       | 7        | 8         | 9       | 10      | 11        | 12        | 13        | 14       | 15      | 16      | 17       | 18       | 19       | 20      | Pos. | Puntos |
| ------- | -------------------- | ------------ | ------- | -------- | ------- | --------- | ------- | ------- | -------- | --------- | ------- | ------- | --------- | --------- | --------- | -------- | ------- | ------- | -------- | -------- | -------- | ------- | ---- | ------ |
| 1998    | JAS Team Honda Sport | Honda Accord | HOC 1 7 | HOC 2 11 | NÜR 1 8 | NÜR 2 Ret | SAC 1 5 | SAC 2 4 | NOR 1 5  | NOR 2 7   | REG 1 3 | REG 2 1 | WUN 1 Ret | WUN 2 DNS | ZWE 1 4   | ZWE 2 22 | SAL 1 5 | SAL 2 4 | OSC 1 16 | OSC 2 12 | NÜR 1 21 | NÜR 2 9 | 7.º  | 335    |
| 1999    | JAS Team Honda Sport | Honda Accord | SAC 1 8 | SAC 2 7  | ZWE 1 7 | ZWE 2 3   | OSC 1 3 | OSC 2 5 | NOR 1 16 | NOR 2 DNS | MIS 1 4 | MIS 2 3 | NÜR 1 2   | NÜR 2 3   | SAL 1 Ret | SAL 2 6  | OSC 1   | OSC 2   | HOC 1 6  | HOC 2 6  | NÜR 1 11 | NÜR 2 3 | 4.º  | 470    |
| Fuente: |                      |              |         |          |         |           |         |         |          |           |         |         |           |           |           |          |         |         |          |          |          |         |      |        |

### Campeonato Europeo de Turismos
(Clave) (negrita indica pole position) (cursiva indica vuelta rápida)

| Año     | Equipo                    | Automóvil          | 1         | 2         | 3         | 4         | 5       | 6         | 7         | 8       | 9       | 10        | 11      | 12       | 13        | 14        | 15      | 16      | 17        | 18        | 19       | 20        | Pos. | Puntos |
| ------- | ------------------------- | ------------------ | --------- | --------- | --------- | --------- | ------- | --------- | --------- | ------- | ------- | --------- | ------- | -------- | --------- | --------- | ------- | ------- | --------- | --------- | -------- | --------- | ---- | ------ |
| 2000    | JAS Engineering           | Honda Accord       | MUG 1     | MUG 2     | PER 1     | PER 2     | A1R 1   | A1R 2     | MNZ 1     | MNZ 2   | HUN 1   | HUN 2     | IMO 1   | IMO 2    | MIS 1     | MIS 2     | BRN 1   | BRN 2]] | VAL 1 7   | VAL 2 DNS | MOB 1 11 | MOB 2 6   | 16.º | 10     |
| 2001    | JAS Engineering Italia IP | Honda Accord       | MNZ 1 Ret | MNZ 2 1   | BRN 1 Ret | BRN 2 3   | MAG 1   | MAG 2 Ret | SIL 1     | SIL 2 1 | ZOL 1   | ZOL 2 14  | HUN 1 2 | HUN 2 4  | A1R 1     | A1R 2 1   | NÜR 1 2 | NÜR 2   | JAR 1     | JAR 2 1   | EST 1 2  | EST 2 Ret | 3º   | 579    |
| 2002    | GTA Racing Team Nordauto  | Alfa Romeo 156 GTA | MAG 1     | MAG 2     | SIL 1     | SIL 2     | BRN 1   | BRN 2     | JAR 1     | JAR 2   | AND 1   | AND 2     | OSC 1   | OSC 2    | SPA 1     | SPA 2     | PER 1   | PER 2   | DON 1 3   | DON 2 7   | EST 1    | EST 2     | 14.º | 4      |
| 2003    | GTA Racing Team Nordauto  | Alfa Romeo 156 GTA | VAL 1     | VAL 2 4   | MAG 1 4   | MAG 2 Ret | PER 1 3 | PER 2 1   | BRN 1 6   | BRN 2 4 | DON 1   | DON 2 17  | SPA 1   | SPA 2 14 | AND 1 Ret | AND 2 DNS | OSC 1 2 | OSC 2 5 | EST 1     | EST 2 1   | MNZ 1 4  | MNZ 2 3   | 1º   | 107    |
| 2004    | AutoDelta Squadra Corse   | Alfa Romeo 156     | MNZ 1     | MNZ 2 Ret | VAL 1     | VAL 2     | MAG 1 5 | MAG 2     | HOC 1 Ret | HOC 2 6 | BRN 1 9 | BRN 2 Ret | DON 1 3 | DON 2    | SPA 1 5   | SPA 2 4   | IMO 1   | IMO 2 1 | OSC 1 Ret | OSC 2 DNS | DUB 1    | DUB 2 1   | 3º   | 106    |
| Fuente: |                           |                    |           |           |           |           |         |           |           |         |         |           |         |          |           |           |         |         |           |           |          |           |      |        |

### Campeonato Mundial de Turismos
(Clave) (negrita indica pole position) (cursiva indica vuelta rápida)

| Año     | Equipo                               | Automóvil           | 1         | 2         | 3       | 4         | 5         | 6         | 7        | 8         | 9         | 10        | 11       | 12        | 13        | 14        | 15        | 16       | 17        | 18        | 19        | 20        | 21       | 22        | 23        | 24        | Pos. | Puntos |
| ------- | ------------------------------------ | ------------------- | --------- | --------- | ------- | --------- | --------- | --------- | -------- | --------- | --------- | --------- | -------- | --------- | --------- | --------- | --------- | -------- | --------- | --------- | --------- | --------- | -------- | --------- | --------- | --------- | ---- | ------ |
| 2005    | Alfa Romeo Racing Team               | Alfa Romeo 156      | ITA 1 2   | ITA 2 Ret | FRA 1 4 | FRA 2 8   | GBR 1     | GBR 2 3   | SMR 1 15 | SMR 2 10  | MEX 1 2   | MEX 2 Ret | BEL 1 4  | BEL 2 17† | GER 1 13  | GER 2 14  | TUR 1 7   | TUR 2 1  | ESP 1 16  | ESP 2 23† | MAC 1 DNS | MAC 2 DNS |          |           |           |           | 7.º  | 55     |
| 2006    | SEAT Sport Italia                    | SEAT León           | ITA 1 5   | ITA 2 6   | FRA 1 4 | FRA 2 5   | GBR 1 6   | GBR 2 4   | GER 1 4  | GER 2 7   | BRA 1 4   | BRA 2 5   | MEX 1 10 | MEX 2 8   | CZE 1 Ret | CZE 2 10  | TUR 1 3   | TUR 2 1  | ESP 1 24† | ESP 2 DNS | MAC 1 11  | MAC 2 Ret |          |           |           |           | 5.º  | 57     |
| 2007    | SEAT Sport                           | SEAT León           | BRA 1 4   | BRA 2 5   | NED 1 7 | NED 2 1   | ESP 1 Ret | ESP 2 24† | FRA 1 19 | FRA 2 12  | CZE 1 7   | CZE 2 4   | POR 1 4  | POR 2 7   | SWE 1 5   | SWE 2 7   | GER 1 2   | GER 2 7  | GBR 1 10  | GBR 2 Ret |           |           |          |           |           |           | 8.º  | 62     |
| 2007    | SEAT Sport                           | SEAT León TDI       |           |           |         |           |           |           |          |           |           |           |          |           |           |           |           |          |           |           | ITA 1 6   | ITA 2 Ret | MAC 1 2  | MAC 2 14  |           |           | 8.º  | 62     |
| 2008    | SEAT Sport                           | SEAT León TDI       | BRA 1 5   | BRA 2 1   | MEX 1 5 | MEX 2 3   | ESP 1 2   | ESP 2 5   | FRA 1 5  | FRA 2 4   | CZE 1 6   | CZE 2 1   | POR 1 13 | POR 2 11  | GBR 1 7   | GBR 2 5   | GER 1 24  | GER 2 16 | EUR 1 5   | EUR 2 Ret | ITA 1 2   | ITA 2 1   | JPN 1 10 | JPN 2 Ret | MAC 1 7   | MAC 2 12† | 2º   | 88     |
| 2009    | SEAT Sport                           | SEAT León TDI       | BRA 1 4   | BRA 2 1   | MEX 1 6 | MEX 2 8   | MAR 1 2   | MAR 2 5   | FRA 1 12 | FRA 2 6   | ESP 1 3   | ESP 2 3   | CZE 1 3  | CZE 2 5   | POR 1     | POR 2 Ret | GBR 1 4   | GBR 2 3  | GER 1 2   | GER 2 3   | ITA 1     | ITA 2     | JPN 1 5  | JPN 2 7   | MAC 1 2   | MAC 2 5   | 1º   | 127    |
| 2010    | SR-Sport                             | SEAT León TDI       | BRA 1 4   | BRA 2 1   | MAR 1   | MAR 2 6   | ITA 1 7   | ITA 2 20† | BEL 1    | BEL 2 6   | POR 1 3   | POR 2 1   | GBR 1 4  | GBR 2 3   | CZE 1 2   | CZE 2 18† | GER 1 Ret | GER 2 9  | ESP 1     | ESP 2 3   | JPN 1 5   | JPN 2 Ret | MAC 1 4  | MAC 2     |           |           | 2º   | 276    |
| 2011    | Lukoil-SUNRED                        | SEAT León 2.0 TDI   | BRA 1 7   | BRA 2 6   | BEL 1 4 | BEL 2 1   | ITA 1 Ret | ITA 2 10  | HUN 1 6  | HUN 2 3   |           |           |          |           |           |           |           |          |           |           |           |           |          |           |           |           | 5.º  | 204    |
| 2011    | Lukoil-SUNRED                        | SUNRED SR León 1.6T |           |           |         |           |           |           |          |           | CZE 1 NC  | CZE 2 6   | POR 1 5  | POR 2 7   | GBR 1 5   | GBR 2 7   | GER 1 3   | GER 2 3  | ESP 1 17† | ESP 2 4   | JPN 1 9   | JPN 2 Ret | CHN 1 NC | CHN 2     | MAC 1 3   | MAC 2 4   | 5.º  | 204    |
| 2012    | Lukoil Racing Team                   | SEAT León WTCC      | ITA 1 3   | ITA 2 Ret | ESP 1 2 | ESP 2 9   | MAR 1 11  | MAR 2 Ret | SVK 1    | SVK 2 3   | HUN 1 Ret | HUN 2 6   | AUT 1 4  | AUT 2 16  | POR 1 2   | POR 2 19† | BRA 1 4   | BRA 2 3  | USA 1 4   | USA 2 3   | JPN 1 4   | JPN 2 3   | CHN 1 5  | CHN 2 6   | MAC 1 4   | MAC 2 20† | 4.º  | 252    |
| 2013    | Castrol Honda World Touring Car Team | Honda Civic WTCC    | ITA 1 4   | ITA 2 3   | MAR 1 2 | MAR 2 Ret | SVK 1     | SVK 2 3   | HUN 1 3  | HUN 2 Ret | AUT 1 12  | AUT 2 8   | RUS 1 6  | RUS 2 7   | POR 1 Ret | POR 2 20  | ARG 1 4   | ARG 2    | USA 1 6   | USA 2 1   | JPN 1 27† | JPN 2 4   | CHN 1 7  | CHN 2     | MAC 1 DNS | MAC 2 8   | 2º   | 242    |
| 2014    | Castrol Honda World Touring Car Team | Honda Civic WTCC    | MAR 1 DNS | MAR 2 DNS | FRA 1 3 | FRA 2 4   | HUN 1 4   | HUN 2 8   | SVK 1 8  | SVK 2 C   | AUT 1 8   | AUT 2     | RUS 1 2  | RUS 2 Ret | BEL 1 8   | BEL 2 8   | ARG 1 8   | ARG 2 4  | BEI 1 16† | BEI 2 10  | CHN 1 6   | CHN 2 Ret | JPN 1 6  | JPN 2 1   | MAC 1 3   | MAC 2 DNS | 6.º  | 182    |
| 2015    | Honda Racing Team JAS                | Honda Civic WTCC    | ARG 1 5   | ARG 2 4   | MAR 1 7 | MAR 2 5   | HUN 1 DSQ | HUN 2 13  | GER 1 6  | GER 2 4   | RUS 1 3   | RUS 2 Ret | SVK 1 6  | SVK 2 4   | FRA 1 8   | FRA 2 5   | POR 1 4   | POR 2 3  | JPN 1 3   | JPN 2 12  | CHN 1 Ret | CHN 2     | THA 1 5  | THA 2 5   | QAT 1 15  | QAT 2 7   | 5.º  | 197    |
| 2016    | Lada Sport Rosneft                   | Lada Vesta WTCC     | FRA 1 Ret | FRA 2 Ret | SVK 1 4 | SVK 2 13  | HUN 1 5   | HUN 2 Ret | MAR 1 4  | MAR 2 3   | GER 1 7   | GER 2 9   | RUS 1    | RUS 2     | POR 1 12  | POR 2 13  | ARG 1 14  | ARG 2 13 | JPN 1 10  | JPN 2 10  | CHN 1 16† | CHN 2 5   | QAT 1    | QAT 2 7   |           |           | 9.º  | 147    |
| 2017    | Castrol Honda World Touring Car Team | Honda Civic WTCC    | MAR 1     | MAR 2     | ITA 1   | ITA 2     | HUN 1     | HUN 2     | GER 1    | GER 2     | POR 1     | POR 2     | ARG 1    | ARG 2     | CHN 1 DSQ | CHN 2 DSQ | JPN 1     | JPN 2    | MAC 1     | MAC 2     | QAT 1     | QAT 2     |          |           |           |           | NC   | 0      |
| Fuente: |                                      |                     |           |           |         |           |           |           |          |           |           |           |          |           |           |           |           |          |           |           |           |           |          |           |           |           |      |        |

- † El piloto no acabó la carrera, pero se clasificó al completar el 90% de la distancia total.

### Copa Mundial de Turismos
(Clave) (negrita indica pole position) (cursiva indica vuelta rápida)

| Año     | Equipo                             | Auto                         | 1   | 2   | 3   | 4   | 5   | 6   | 7   | 8   | 9   | 10  | 11  | 12  | 13  | 14  | 15  | 16  | 17  | 18  | 19  | 20  | 21  | 22  | 23  | 24  | 25  | 26  | 27  | 28  | 29  | 30  | Pos. | Pts. |
| ------- | ---------------------------------- | ---------------------------- | --- | --- | --- | --- | --- | --- | --- | --- | --- | --- | --- | --- | --- | --- | --- | --- | --- | --- | --- | --- | --- | --- | --- | --- | --- | --- | --- | --- | --- | --- | ---- | ---- |
| 2018    |                                    |                              | MAR | MAR | MAR | HUN | HUN | HUN | ALE | ALE | ALE | NED | NED | NED | POR | POR | POR | SVK | SVK | SVK | CHN | CHN | CHN | CHW | CHW | CHW | JAP | JAP | JAP | MAC | MAC | MAC | 1°   | 306  |
| 2018    | BRC Racing Team                    | Hyundai i30 N TCR            | 1   | 19† | 1   | 6   | 4   | 1   | Ret | Ret | WD  | Ret | 19  | 18  | 4   | 9   | 2   | 3   | 1   | Ret | 4   | Ret | 2   | 17  | Ret | 13  | 8   | 5   | 1   | 4   | Ret | 10  | 1°   | 306  |
| 2019    |                                    |                              | MAR | MAR | MAR | HUN | HUN | HUN | SVK | SVK | SVK | NED | NED | NED | ALE | ALE | ALE | POR | POR | POR | CHN | CHN | CHN | JAP | JAP | JAP | MAC | MAC | MAC | MYS | MYS | MYS | 8°   | 222  |
| 2019    | BRC Hyundai N Squadra Corse        | Hyundai i30 N TCR            | 4   | 1   | 5   | 13  | 17  | 1   | 6   | 19  | 9   | 20  | 13  | 9   | Ret | 23  | 5   | Ret | Ret | 15  | Ret | 2   | 3   | 7   | 3   | 4   | 9   | 11  | Ret | 3   | 26  | 18  | 8°   | 222  |
| 2020    |                                    |                              | BEL | BEL | ALE | ALE | SVK | SVK | SVK | HUN | HUN | HUN | ESP | ESP | ESP | ARA | ARA | ARA |     |     |     |     |     |     |     |     |     |     |     |     |     |     | 14°  | 79   |
| 2020    | BRC Hyundai N LUKOIL Squadra Corse | Hyundai i30 N TCR            | 15  | 15  | WD  | WD  | 2   | Ret | Ret | Ret | 18  | 7   | 5   | 5   | 3   | 15  | Ret | 13  |     |     |     |     |     |     |     |     |     |     |     |     |     |     | 14°  | 79   |
| 2021    |                                    |                              | ALE | ALE | POR | POR | ESP | ESP | HUN | HUN | CZE | CZE | FRA | FRA | ITA | ITA | RUS | RUS |     |     |     |     |     |     |     |     |     |     |     |     |     |     | 12°  | 114  |
| 2021    | BRC Hyundai N LUKOIL Squadra Corse | Hyundai Elantra N TCR (2021) | 6   | Ret | Ret | 4   | 1   | 6   | 12  | Ret | 10  | Ret | 3   | 8   | 9   | 5   | 14  | Ret |     |     |     |     |     |     |     |     |     |     |     |     |     |     | 12°  | 114  |
| Fuente: |                                    |                              |     |     |     |     |     |     |     |     |     |     |     |     |     |     |     |     |     |     |     |     |     |     |     |     |     |     |     |     |     |     |      |      |

### Campeonato Escandinavo de Turismos
(Clave) (negrita indica pole position) (cursiva indica vuelta rápida)

| Año     | Equipo          | Automóvil | 1     | 2     | 3     | 4     | 5     | 6     | 7     | 8     | 9     | 10    | 11       | 12       | 13        | 14      | 15    | 16    | 17    | 18    | Pos. | Puntos |
| ------- | --------------- | --------- | ----- | ----- | ----- | ----- | ----- | ----- | ----- | ----- | ----- | ----- | -------- | -------- | --------- | ------- | ----- | ----- | ----- | ----- | ---- | ------ |
| 2011    | Polestar Racing | Volvo C30 | JYL 1 | JYL 2 | KNU 1 | KNU 2 | MAN 1 | MAN 2 | GÖT 1 | GÖT 2 | FAL 1 | FAL 2 | KAR 1 11 | KAR 2 13 | JYL 1 Ret | JYL 2 9 | KNU 1 | KNU 2 | MAN 1 | MAN 2 | 24.º | 2      |
| Fuente: |                 |           |       |       |       |       |       |       |       |       |       |       |          |          |           |         |       |       |       |       |      |        |

### TCR International Series
(Clave) (negrita indica pole position) (cursiva indica vuelta rápida)

| Año     | Equipo          | Auto              | 1   | 2   | 3   | 4   | 5   | 6   | 7   | 8   | 9   | 10  | 11  | 12  | 13  | 14  | 15  | 16  | 17  | 18  | 19  | 20  | Pos. | Pts. |
| ------- | --------------- | ----------------- | --- | --- | --- | --- | --- | --- | --- | --- | --- | --- | --- | --- | --- | --- | --- | --- | --- | --- | --- | --- | ---- | ---- |
| 2017    |                 |                   | GEO | GEO | BHR | BHR | BEL | BEL | ITA | ITA | AUT | AUT | HUN | HUN | ALE | ALE | THA | THA | CHN | CHN | EAU | EAU | -    | -    |
| 2017    | BRC Racing Team | Hyundai i30 N TCR |     |     |     |     |     |     |     |     |     |     |     |     |     |     |     |     | 1   | 6   | 15  | 9   | -    | -    |
| Fuente: |                 |                   |     |     |     |     |     |     |     |     |     |     |     |     |     |     |     |     |     |     |     |     |      |      |

- † El piloto no acabó la carrera, pero se clasificó al completar el porcentaje necesario de la distancia total.

### TCR Europe Touring Car Series
(Clave) (negrita indica pole position) (cursiva indica vuelta rápida)

| Año  | Equipo          | Auto              | 1   | 2   | Pos. | Pts. |
| ---- | --------------- | ----------------- | --- | --- | ---- | ---- |
| 2017 |                 |                   | ADR | ADR | -    | -    |
| 2017 | BRC Racing Team | Hyundai i30 N TCR | 2   | 1   | -    | -    |

### Turismo Competición 2000
| Año  | Equipo           | Auto             | 1   | 2   | 3  | 4  | 5   | 6   | 7  | 8   | 9   | 10  | 11  | 12  | 13  | Res. | Puntos |
| ---- | ---------------- | ---------------- | --- | --- | -- | -- | --- | --- | -- | --- | --- | --- | --- | --- | --- | ---- | ------ |
| 2010 |                  |                  | PDE | SMM | GR | AG | RES | TRH | LR | SFE | SFE | CEN | OBE | BA  | PDF | -    | -      |
| 2010 | Equipo Petrobras | Honda Civic VIII |     |     |    |    |     |     |    |     |     |     |     | Ret |     | -    | -      |